# Uíge (municipio)
Uíge è una municipalità dell'Angola appartenente alla Provincia di Uíge. Ha 222.674 abitanti (stima del 2006).
Il capoluogo è Uíge.